# Вардапетян, Армен Рубенович
Вардапетян Армен Рубенович (ВАР)  (арм. Արմեն Վարդապետյան, 23 января 1980, Ереван), художник-ювелир, скульптор. Народный мастер Армении по декоративно-прикладному искусству.

## Биография
Армен Вардапетян родился в городе Ереван. В 1996 году окончил среднюю школу № 71 им. Нельсона Степаняна в городе Ереван. С 1990 обучался в национальной школе эстетики им. Генриха Игитяна, в секции скульптуры. Занимался пластикой малых форм. В 1996 году поступил в армянскую сельскохозяйственную академию. С 2001 −2004 обучался в аспирантуре в армянской сельскохозяйственной академии и защитил кандидатскую диссертацию. С 2006 г. по сей день работает в Ереванском государственном университете.

## Творчество
Армен Вардапетян на протяжении всей жизни занимался творчеством: скульптурой, живописью, создавал ювелирные украшения. Работал с различными материалами. С 2008 года начал заниматься ювелирным искусством, выставлять и продавать свои работы под творческим псевдонимом ВАР (в переводе с армянского языка — яркий, красочный).
Является членом армянской ассоциации ювелиров. В 2010 году получил звание народного мастера Армении. С 2015 года является членом Союза художников Армении. Работы ВАР-а продаются в галереях Армении, России и Европы.
Работает над созданием коллекции украшений в национальном стиле «Киликия».

## Выставки
- Неделя дизайна Словакии. Братислава 26-27.09.2009
- Неделя дизайна Вены. Вена, галерея «Шульн», 01-09.10.2009
- Дни Европейской культуры. Музей народного творчества. Ереван, 18-19.09.2010
- Выставка организованная Ассоциацией молодых женщин Армении. Ереван, Marriott Hotel, 06.04.2011
- «Здоровье и красота» EXPO. Ереван
- «Армения EXPO». Ереван 9-11.09.2011
- «20-и лет независимости Армении», Союз художников Армении, Ереван, 15.09.2011
- Ереванская международная ювелирная выставка. Ереван, 21-23.09.2011
- «Ереван-Эребуни». Союз художников Армении, Ереван, 12.10.2011
- «20 лет освобождения Шуши». Союз художников Армении, Ереван, 05.05.2012
- «80 лет Союзу художников Армении». Союз художников Армении, Ереван, 30.10.2012
- Ереванская международная ювелирная выставка. ЭКСПО центр Меридиан. Ереван, 2014[2][3]
- «Произведено в Армении» ЭКСПО центр Меридиан. Ереван 26-28.05.2015
- Первое международное АрвестЭКСПО 2015. Ереван, галерея Арм-Арт 19-29.05, 2015